# Portogallo ai XVII Giochi olimpici invernali
Il Portogallo partecipò ai XVII Giochi olimpici invernali, svoltisi a Lillehammer, Norvegia, dal 12 al 27 febbraio 1994, con una delegazione di 1 atleta impegnato in una disciplina.